# Теодореску, Маргарета
Маргарета Теодореску (рум. Margareta Teodorescu, урожд. Андрееску (рум. Andreescu); 13 апреля 1932, Бухарест — 22 января 2013, там же) — румынская шахматистка, гроссмейстер (1985). Бухгалтер.
С 14 лет участвовала в мужских соревнованиях. 4-кратная чемпионка Румынии (1959, 1968, 1969, 1974). Успешно выступала в составе команды Румынии на Олимпиадах (1957, 1963 и 1974), где набрала в сумме 18½ очков из 28. Участница 4 зональных турниров ФИДЕ, в том числе Лодзь (1963) — 1-е места. В турнире претенденток в Сухуми (1964) — 13—15-е места. Лучшие результаты в других международных соревнованиях: Брашов (1967) и Врнячка-Баня (1974) — 1-е места.

## Изменения рейтинга
| Графики недоступны из-за технических проблем. См. информацию на Фабрикаторе и на mediawiki.org. |